# Bartosz Fudali
Bartosz Fudali (ur. 14 grudnia 1987) – polski lekkoatleta uprawiający biegi długodystansowe, specjalizujący się w biegu 48-godzinnym.

## Życiorys
W 2021 roku podczas Pucharu Polski w biegu 48-godzinnym w Pabianicach zajął drugie miejsce z wynikiem 348,553 km.
W 2022 roku podczas Pucharu Polski w biegu 48-godzinnym w Pabianicach zajął pierwsze miejsce z wynikiem 391,849 km.
W 2023 roku podczas 12. Tajpej 48h Ultra Maraton w biegu 48-godzinnym w Tajpej, Tajwan zajął drugie miejsce z wynikiem 397,619 km.
Podczas rozgrywanych 21 października w Bell Buckle, Stany Zjednoczone Mistrzostw Świata w biegu Backyard Ultra zdobył brązowy medal z wynikiem 690,718 km.
W 2024 roku podczas 13. Tajpej 48h Ultra Maraton w biegu 48-godzinnym w Tajpej, Tajwan zajął pierwsze miejsce z wynikiem 433,311 km.
Podczas rozgrywanych 31 maja w Balatonfüred, Węgry Mistrzostw Świata w biegu 48-godzinnym zdobył złoty medal z wynikiem 447,293 km, w drużynie z Michał Koziarski zdobył srebrny medal z wynikiem 804,880 km.
Podczas rozgrywanych 5 września w Balatonfüred, Węgry Mistrzostw Świata w biegu 6-dniowym zdobył srebrny medal z wynikiem 842,096 km, w drużynie z Michał Koziarski zdobył brązowy medal z wynikiem 1598,720 km.
W 2025 roku podczas 14. Tajpej 48h Ultra Maraton w biegu 48-godzinnym w Tajpej, Tajwan zajął pierwsze miejsce z wynikiem 441,069 km.
Podczas rozgrywanych 30 maja w Pabianicach Mistrzostw Świata w biegu 48-godzinnym zdobył srebrny medal z wynikiem 465,352 km, w drużynie z Andrzejem Piotrowskim zdobył złoty medal z wynikiem 911,877 km.
Podczas tych samych zawodów w Pabianicach rozegrane zostały Mistrzostwa Polski w biegu 48-godzinnym gdzie zdobył złoty medal z wynikiem 465,352 km.

## Osiągnięcia
| Rok  | Impreza                                      | Miejsce      | Konkurencja   | Pozycja    | Wynik      |
| ---- | -------------------------------------------- | ------------ | ------------- | ---------- | ---------- |
| 2024 | Mistrzostwa Świata w biegu 48-godzinnym 2024 | Balatonfüred | indywidualnie | 1. miejsce | 447 293 m  |
| 2024 | Mistrzostwa Świata w biegu 48-godzinnym 2024 | Balatonfüred | drużynowo     | 2. miejsce | 804 880 m  |
| 2024 | Mistrzostwa Świata w biegu 6-dniowym 2024    | Balatonfüred | indywidualnie | 2. miejsce | 842 096 m  |
| 2024 | Mistrzostwa Świata w biegu 6-dniowym 2024    | Balatonfüred | drużynowo     | 3. miejsce | 1598 720 m |
| 2025 | Mistrzostwa Świata w biegu 48-godzinnym 2025 | Pabianice    | indywidualnie | 2. miejsce | 465 352 m  |
| 2025 | Mistrzostwa Świata w biegu 48-godzinnym 2025 | Pabianice    | drużynowo     | 1. miejsce | 911 877 m  |